# Łukasz Charzewski
Łukasz Charzewski (ur. 19 sierpnia 1992 w Kamiennej Górze) – polski zawodnik mieszanych sztuk walki (MMA) oraz zapaśnik. Brązowy medalista Mistrzostw Polski w Zapasach z lat 2014 oraz 2015. W latach 2022-2023 mistrz FEN w wadze lekkiej. Od października 2023 związany z KSW.

## Kariera MMA

### Wczesna kariera
Debiut zawodowy w mieszanych sztukach walki odnotował 16 września 2016 roku podczas gali Pretorian Sports Club Pardubice: Pretorian Fight Night, która odbyła się w czeskich Pardubicach. Zwyciężył przez poddanie - dźwignia na kark w trzeciej rundzie z Czechem, Miroslavem Strouhą. 
Drugi pojedynek stoczył 7 miesięcy później. Podczas walki wieczoru Gali Sportów Walki 13: Thirteen Scary w Gostyniu, pokonał jednogłośną decyzją sędziowską po trzech rundach Łukasza Dziudzia.
Pierwszą i jak dotąd jedyną porażkę poniósł 30 września 2017 podczas czeskiej gali Victory FC League 5 w Nowym Boguminie. Charzewski uległ po bliskiej, niejednogłośnej decyzji sędziowskiej gospodarzowi Czech, Tanasowi Skevopulosowi.
Powrót na ścieżkę zwycięstw odnotował 3 marca 2018 na gali Soul FC 5: The New Beginning w Opolu. Charzewski wygrał jednogłośnie na punkty z Mansurem Abdurzakowem.
29 września 2018 na gali Contender Fight Night 1, która odbyła się w Kamiennej Górze, pokonał przez techniczny nokaut w pierwszej rundzie debiutującego Tomasza Kubczaka. To starcie Charzewski zakończył już w 29 sekundzie walki, po tym jak sprowadził rywala do parteru, a następnie rozbił go ciosami w tej płaszczyźnie.
Następną walkę stoczył 17 listopada 2018 w Legionowie, gdzie podczas wydarzenia Dragon Fight Night 4 pokonał jednogłośną decyzją sędziowską Artura Pawlika.

### Debiut w FEN
Charzewski po ostatnim zwycięstwie został zaobserwowany przez czołową, polską federacją Fight Exclusive Night, z którą podpisał kontrakt na wyłącznościowe walki. Debiut dla nowego pracodawcy odnotował 12 stycznia 2019 na gali FEN 23 w Lubinie. Podczas tego wydarzenia poddał tzw. gilotyną w trzeciej rundzie Łukasza Bieńka.  Kilka dni po tej walce organizacja FEN nagrodziła Charzewskiego dodatkowym bonusem finansowym za efektowne skończenie rywala.

### Powrót do CFN
W czerwcu 2019 wystąpił jednorazowo poza federacją FEN. Na drugiej edycji gali Contender Fight Night 2 pokonał przez TKO Kamila Lamprychta, który po pierwszej rundzie nie został dopuszczony przez lekarza do kontynuowania kolejnej.

### Powrót do FEN
Następnie 12 października 2019 na FEN 26 we Wrocławiu wygrał z Krystianem Blezieniem jednogłośnie na punkty. 
Osiem miesięcy później podczas gali FEN 28 w Lublinie zwyciężył niejednogłośnie po trzyrundowej batalii z Kacprem Formelą. Kilka dni później federacja FEN wyróżniła obu zawodników, przyznając im dodatkowo bonus pieniężny za najlepszą walkę wieczoru tamtej gali.
3 października 2020 na wydarzeniu FEN 30, która odbyła się w Ząbkach, pokonał w rewanżowym starciu po raz drugi takim samym werdyktem Mansura Abdurzakowa.
Kolejna walka Charzewskiego została uznana za nieodbytą (no contest) w pierwszej rundzie, przez przypadkowe trafienie „Harry'ego” kolanem w krocze Brazylijczyka, Matheusa Pereiry. Zawodnik z kraju kawy po otrzymaniu tego kopnięcia upadł na matę i nie był w stanie kontynuować tego starcia, które odbyło się na gali FEN 39.
Na gali FEN 42, która odbyła się 15 października 2022 we wrocławskiej Hali „Orbita”, zawalczył o pas mistrza federacji Fight Exclusive Night w kategorii lekkiej. Po pięciu rundach jednogłośną decyzją sędziowską zwyciężył pojedynek z niepokonanym Ukraińcem, Anatolijm Żurakiwskijm, stając się nowym mistrzem w tej dywizji.
17 czerwca 2023 podczas wydarzenia FEN 47: Orlen Paliwa Fight Night w ostródzkim Amfiteatrze przystąpił do pierwszej obrony pasa mistrzowskiego. Przeciwnikiem Charzewskiego został będący na fali pięciu zwycięstw z rzędu Patryk Duński. Zwyciężył walkę na pełnym dystansie jednogłośną decyzją sędziowską, którzy punktowali 50-45, 48-47, 49-46 na jego korzyść. Dwa dni później federacja FEN wyróżniła ten pojedynek, przyznając Charzewskiemu jak i Duńskiemu bonus za walkę wieczoru gali.
25 sierpnia 2023 poinformował fanów, że został wolnym zawodnikiem po wypełnieniu kontraktu z Fight Exclusive Night. Niedługo później federacja FEN wydała specjalny Komunikat ws. Łukasza Charzewskiego, pisząc w nim m.in, że ten w umowie miał zaplanowaną, rewanżową walkę z Kacprem Formelą, która została zaplanowana na połowę października i dopiero po stoczeniu tej walki Charzewski by został wolnym agentem. Warunek ten według FEN został ustalony już 4 kwietnia 2023, gdy obie strony podpisały aneks do umowy wydłużający obowiązujący kontrakt. Federacja podaje także, że „Harry” odmówił walkę z innym rywalem z Polski. W związku z zaistniałą sytuacją Fight Exclusive Night odebrało status i pas mistrza Charzewskiemu oraz przedłużyło mu obowiązującą umowę o 3 miesiące, podczas której ma stoczyć ostatnią walkę w tej organizacji.

### KSW
14 października 2023 w studiu podczas trwającej gali KSW 87 w Czechach ogłoszono, że podpisał kontrakt z najlepszą polską federacją MMA, Konfrontacją Sztuk Walki na walki w kategorii piórkowej. Debiut dla nowego pracodawcy odnotował 16 grudnia w Arenie Gliwice podczas gali XTB KSW 89. Jego przeciwnikiem został były mistrz chorwackiej organizacji Final Fight Championship, reprezentant Bośni – Ahmed Vila. Nieoczekiwanie mimo pozycji faworyta Charzewski przegrał przez jednogłośną decyzję sędziów (29-28, 30-27, 29-28). Zaś rywal „Harry'ego” w wywiadzie po walce uważał, że minimalnie przegrał ten pojedynek na korzyść byłego mistrza organizacji FEN. 
Drugą walkę dla największej polskiej federacji stoczył 17 lutego 2024 z Michałem Sobiechem na KSW 91 w czeskim Libercu. Zwyciężył jednogłośną decyzją sędziów, którzy punktowali 3x 30-27 na jego korzyść. 
Rok później, ponownie w Libercu, zawalczył w głównej walce wieczoru gali XTB KSW 103 z Leo Brichtą. Pierwszy raz w karierze przegrał przez techniczny nokaut w pierwszej rundzie. 

## Osiągnięcia

### Zapasy
- 2014: Indywidualne Mistrzostwa Polski w Zapasach 2014 – 3. miejsce, kat. 80 kg, styl klasyczny (Solec Kujawski)[33]
- 2015: Indywidualne Mistrzostwa Polski w Zapasach 2015 – 3. miejsce, kat. 75 kg, styl klasyczny (Zgierz)[34]

- 2015: Młodzieżowe Mistrzostwa Polski w Zapasach – 2. miejsce, kat, 75 kg, styl klasyczny (Katowice)[35]

### Mieszane sztuki walki
- Fight Exclusive Night
  - 2022-2023: mistrz FEN w wadze lekkiej[3]

## Lista zawodowych walk w MMA
| Wynik     | Bilans   | Przeciwnik (bilans przed walką) | Rozstrzygnięcie                                                              | Runda | Czas | Rozgrywki                                              | Data       | Miejsce       | Uwagi |
| --------- | -------- | ------------------------------- | ---------------------------------------------------------------------------- | ----- | ---- | ------------------------------------------------------ | ---------- | ------------- | --- |
|           |          | Daniel Tărchilă (8-3)           |                                                                              |       |      | XTB KSW 110                                            | 20.09.2025 | Rzeszów       | |
| Przegrana | 13-3 (1) | Leo Brichta (12-5. 1 NC)        | TKO (kolano i ciosy pięściami)                                               | 1     | 2:30 | XTB KSW 103: Brichta vs. Charzewski                    | 21.02.2025 | Liberec       | Main Event.                                                                                               |
| Wygrana   | 13-2 (1) | Michał Sobiech (5-1)            | Decyzja (jednogłośna)                                                        | 3     | 5:00 | KSW 91: Mircea vs. Brichta                             | 17.02.2024 | Liberec       | Limit umowny -68 kg.                                                                                      |
| Przegrana | 12-2 (1) | Ahmed Vila (11-4-1. 1 NC)       | Decyzja (jednogłośna)                                                        | 3     | 5:00 | XTB KSW 89: Bartosiński vs. Parnasse                   | 16.12.2023 | Gliwice       | Debiut w KSW oraz przejście do wagi piórkowej.                                                            |
| Wygrana   | 12-1 (1) | Patryk Duński (10-5-1)          | Decyzja (jednogłośna)                                                        | 5     | 5:00 | FEN 47: Orlen Paliwa Fight Night                       | 17.06.2023 | Ostróda       | Obronił pas mistrzowski FEN w wadze lekkiej. Bonus za walkę wieczoru. Co-Main Event                       |
| Wygrana   | 11-1 (1) | Anatolij Żurakiwskij (8-0)      | Decyzja (jednogłośna)                                                        | 5     | 5:00 | FEN 42: Tauron Fight Night Wrocław                     | 15.10.2022 | Wrocław       | Zdobył wakujący pas mistrzowski FEN w wadze lekkiej. Co-Main Event                                        |
| Nieodbyta | 10-1 (1) | Matheus Pereira (11-5)          | No contest (kopnięcie kolanem w krocze - niezdolność do kontynuowania walki) | 2     | 2:37 | FEN 39: Lotos Fight Night                              | 12.03.2022 | Ząbki         | Limit umowny -68 kg. Walka uznana za nieodbytą, ze względu na niezdolność Pereiry do kontynuowania walki. |
| Wygrana   | 10-1     | Mansur Abdurzakow (4-1)         | Decyzja (jednogłośna)                                                        | 3     | 5:00 | FEN 30: Lotos Fight Night Wrocław                      | 03.10.2020 | Wrocław       | Powrót do wagi lekkiej.                                                                                   |
| Wygrana   | 9-1      | Kacper Formela (9-3)            | Decyzja (niejednogłośna)                                                     | 3     | 5:00 | FEN 28: Lotos Fight Night                              | 13.06.2020 | Lublin        | Limit umowny -71 kg. Bonus za walkę wieczoru.                                                             |
| Wygrana   | 8-1      | Krystian Blezień (3-1)          | Decyzja (jednogłośna)                                                        | 3     | 5:00 | FEN 26: The Greatness                                  | 12.10.2019 | Wrocław       | |
| Wygrana   | 7-1      | Kamil Lamprycht (3-2-1)         | TKO (przerwanie przez lekarza)                                               | 1     | 5:00 | Contender Fight Night 2                                | 01.06.2019 | Kamienna Góra | Powrót do wagi lekkiej. Co-Main Event                                                                     |
| Wygrana   | 6-1      | Łukasz Bieniek (6-4)            | Poddanie (duszenie gilotynowe)                                               | 3     | 0:48 | FEN 23: Rebecki vs. Imavov                             | 12.01.2019 | Lubin         | Limit umowny -72 kg. Bonus za poddanie wieczoru.                                                          |
| Wygrana   | 5-1      | Artur Pawlik (2-2)              | Decyzja (jednogłośna)                                                        | 3     | 5:00 | Dragon Fight Night 4                                   | 17.11.2018 | Legionowo     | Limit umowny -73 kg.                                                                                      |
| Wygrana   | 4-1      | Tomasz Kubczak (0-1)            | TKO (ciosy pięściami w parterze)                                             | 1     | 0:29 | Contender Fight Night 1                                | 29.09.2018 | Kamienna Góra | Limit umowny -75 kg. Co-Main Event                                                                        |
| Wygrana   | 3-1      | Mansur Abdurzakow (1-0)         | Decyzja (jednogłośna)                                                        | 3     | 5:00 | Soul FC 5: The New Beginning                           | 03.03.2018 | Opole         | |
| Przegrana | 2-1      | Tanas Skevopulos (2-1)          | Decyzja (niejednogłośna)                                                     | 3     | 5:00 | Victory FC League 5                                    | 30.09.2017 | Nowy Bogumin  | Debiut w wadze lekkiej.                                                                                   |
| Wygrana   | 2-0      | Łukasz Dziudzia (1-0-1)         | Decyzja (jednogłośna)                                                        | 3     | 5:00 | Gala Sportów Walki 13: Thirteen Scary                  | 15.04.2017 | Gostyń        | Limit umowny -73 kg. Main Event                                                                           |
| Wygrana   | 1-0      | Miroslav Strouha (0-0)          | Poddanie (dźwignia na kark)                                                  | 3     | 3:45 | Pretorian Sports Club Pardubice: Pretorian Fight Night | 16.09.2016 | Pardubice     | Debiut w wadze półśredniej.                                                                               |